# 深澳镇
深澳镇，是中华人民共和国广东省汕头市南澳县下辖的一个乡镇级行政单位。

## 行政区划
深澳镇下辖以下地区：
榴城社区、金山村、海滨村、后花园村、山岗村、六都村、后窑村、走马埔村、圆山村、松岭村、东阳村和溪兰村。